# Mùa bão ở châu Âu 2021-22
Mùa bão ở châu Âu 2021–2022 là lần thứ bảy về đặt tên bão và dự báo bão tại châu Âu theo mùa bão. Đây là mùa thứ ba mà Hà Lan sẽ tham gia, cùng với các cơ quan khí tượng của Ireland và Vương quốc Anh (Nhóm phía Tây). Tên bão của mùa mới được phát hành vào ngày 1 tháng 9 năm 2021. Các cơn bão xảy ra cho đến ngày 31 tháng 8 năm 2022 sẽ được đưa vào phần này. Các cơ quan khí tượng Bồ Đào Nha, Tây Ban Nha, Pháp và Bỉ cũng sẽ cộng tác với sự tham gia của cơ quan khí tượng Luxembourg (Nhóm Tây Nam). Đây là mùa bão đầu tiên khi Hy Lạp, Israel và Síp (nhóm Đông Địa Trung Hải) đặt tên cho các cơn bão ảnh hưởng đến khu vực của họ. Đây cũng là mùa bão đầu tiên có sự tham gia Ý, Slovenia, Croatia, Montenegro, Bắc Macedonia và Malta (Nhóm Trung Địa Trung Hải) và sự tham gia không chính thức của Đan Mạch, Na Uy, Thụy Điển (Nhóm Bắc Âu).

## Danh sách bão

### Bão Athina (Christian)
Một vùng áp thấp hình thành vào ngày 04 tháng 10 ở phía tây Địa Trung Hải và được đặt tên là Christian bởi Đại học Tự do Berlin. Nó được đặt tên bão Athina bởi Cơ quan Khí tượng Quốc gia Hellenic vào ngày 06 Tháng Mười  và tăng cường khi nó đến miền nam nước Ý vào ngày 8. Hệ thống sau đó chuyển vào Biển Ionian trước khi tan biến vào ngày 9.

Ở miền trung nước Ý, Athina đã gây ra lượng mưa kỷ lục ở Liguria với 496 mm ở Savona chỉ trong 6 giờ, phá kỷ lục 472 mm của tháng 11 năm 2011.  Các con đường chính của đảo Corfu biến thành sông, các tầng hầm bị ngập, mất điện xảy ra, sạt lở đất nhỏ xảy ra và sự can thiệp của lính cứu hỏa đã được yêu cầu với các trận mưa bão trước hệ thống. 

### Bão Ballos
Bão Ballos đã được Cơ quan Khí tượng Quốc gia Hellenic đặt tên vào ngày 13 tháng 10,  mưa lớn và lũ lụt ở Athens (Αθήνα) vào ngày 15 tháng 10 và một số hòn đảo đã được báo cáo.  báo sẽ có mưa lớn trong ngày 15 tháng 10 ở Đông Macedonia và Thrace  và báo động đỏ với mưa lớn và giông bão nghiêm trọng ở các đảo Bắc Aegean (meteoalarm). 

### Bão Wanda (Stephane)
Bão nhiệt đới Wanda từ mùa bão Bắc Đại Tây Dương di chuyển sang, biến thành xoáy thuận ngoài nhiệt đới và được Đại học Tự do Berlin đặt tên là Stephane.

## Tổng quan mùa bão
| Bão       | Ngày hoạt động                 | Gió giật mạnh nhất         | Áp suất thấp nhất       | Số người chết (+ mất tích) | Thiệt hại  | Khu vực tác động |
| --------- | ------------------------------ | -------------------------- | ----------------------- | -------------------------- | ---------- | --- |
| Athina    | 4–9 tháng 10, 2021             | Không rõ                   | 1.006 mbar (29,7 inHg)  | 0                          | Không rõ   | Hy Lạp, Ý |
| Ballos    | 13–16 tháng 10, 2021           | Không rõ                   | 1.005 mbar (29,7 inHg)  | 2                          | Không rõ   | Hy Lạp |
| Aurore    | 20–23 tháng 10, 2021           | 175 km/h (109 mph; 94 kn)  | 970 mbar (29 inHg)      | 6                          | €25,000    | Anh, Pháp, Cộng hòa Séc, Ba Lan, Hà Lan, Đức và Nga                                                                              |
| Apollo    | 24 tháng 10 – 2 tháng 11, 2021 | 104 km/h (65 mph; 56 kn)   | 994,4 mbar (29,36 inHg) | 7                          | €250 triệu | Ý, Tunisia, Algeria, Malta, Libya, Thổ Nhĩ Kỳ                                                                                    |
| Blas      | 05 – 18 tháng 11, 2021         | 140 km/h (87 mph; 76 kn)   | 1.010 mbar (30 inHg)    | 9                          | Không rõ   | Algeria, Quần đảo Baleares và bờ tây của Tây Ban Nha, Pháp, Morocco, Sardinia, Sicily                                            |
| Wanda     | 09 – 10 tháng 11, 2021         | 140 km/h (87 mph; 76 kn)   | 987 mbar (29,1 inHg)    | 0                          | Không rõ   | Anh, Ireland, Iceland |
| Arwen     | 25 – 27 tháng 11, 2021         | 177 km/h (110 mph; 96 kn)  | 973 mbar (28,7 inHg)    | 3                          | Không rõ   | Anh, Ireland, Pháp |
| Barra     | 5 – 9 tháng 12, 2021           | 156 km/h (97 mph;84kn)     | 957 mbar (28,3 inHg)    | 3                          | Không rõ   | Anh, Ireland, Pháp, Tây Ban Nha                                                                                                  |
| Carmel    | 16 – 22 tháng 12, 2021         | 107 km/h (66 mph;58kn)     | Không rõ                | 4                          | Không rõ   | Hy Lạp, Israel, Síp |
| Diomedes  | 10 – 14 tháng 1 2022           | Không rõ                   | Không rõ                | 1 (+1 mất tích)            | Không rõ   | Hy Lạp |
| Elpis     | 21 – 27 tháng 1, 2022          | Không rõ                   | Không rõ                | 3                          | Không rõ   | Cyprus, Greece, Israel, Turkey                                                                                                   |
| Malik     | 28 – 30 tháng 1, 2022          | 236 km/h (147 mph; 127 kn) | Không rõ                | 6                          | Không rõ   | Ireland, United Kingdom, Denmark, Sweden, Norway, Finland, Germany, Lithuania, Latvia, Estonia, Poland, Czech Republic, Slovakia |
| Corrie    | 29 - 31 tháng 1, 2022          | 150 km/h (93 mph; 81 kn)   | Không rõ                | 0                          | Không rõ   | Ireland, United Kingdom, Hà Lan                                                                                                  |
| Dudley    | 14 – 19 tháng 2, 2022          | Không rõ                   | 965 hPa (28,5 inHg)     | 9                          | Không rõ   | United Kingdom, Germany, Poland, Lithuania, The Netherlands, Czech Republic                                                      |
| Eunice    | 14 - 20 tháng 2, 2022          | 196 km/h (122 mph; 106 kn) | 960 hPa (28 inHg)       | 18                         | > €1.83 tỉ | Ireland, United Kingdom, Netherlands, Belgium, Germany, Poland, Lithuania, Russia, Belarus                                       |
| Franklin  | 20 - 22 tháng 2, 2022          | Không rõ                   | 952 hPa (28,1 inHg)     | 2                          | Không rõ   | Ireland, United Kingdom, France, Hà Lan, Đức                                                                                     |
| Bianca    | 25 tháng 2 – 2 tháng 3, 2022   | Không rõ                   | Không rõ                | 0                          | Không rõ   | Ý, Hy Lạp |
| Fillippos | 8 – 13 tháng 3, 2022           | Không rõ                   | Không rõ                | 0                          | Không rõ   | Hy Lạp, Thổ Nhĩ Kỳ |
| Celia     | 13 – 19 tháng 3, 2022          | Không rõ                   | Không rõ                | 0                          | Không rõ   | Bồ Đào Nha, Tây Ban Nha, Maroc, Tunisia, Lybia                                                                                   |
| Ciril     | 30 tháng 3 – 5 tháng 4, 2022   | Không rõ                   | Không rõ                | 0                          | Không rõ   | Bồ Đào Nha, Tây Ban Nha, Maroc, Montenegro, Ý                                                                                    |
| Diego     | 6 – 12 tháng 4, 2022           | 118 km/h (73 mph; 64 kn)   | 993 hPa (29,3 inHg)     | 0                          | Không rõ   | Tây Ban Nha, Bồ Đào Nha, Pháp, Bỉ, Đức, Áo, Cộng hòa Séc                                                                         |
| Evelyn    | 7 – 13 tháng 4, 2022           | 195 km/h (121 mph; 105 kn) | 960 hPa (28 inHg)       | 0                          | Không rõ   | Bồ Đào Nha, Ireland, Anh |
| Alex      | 7 – 13 tháng 6, 2022           | 132 km/h (82 mph; 71 kn)   | 975 hPa (28,8 inHg)     | 0                          | Không rõ   | Iceland, Ireland, Anh, Quần đảo Faroe                                                                                            |
| Genesis   | 7 – 15 tháng 6, 2022           | Không rõ                   | 1.004 hPa (29,6 inHg)   | 0                          | Không rõ   | Hy Lạp, Ý, Bắc Macedonia, Thổ Nhĩ Kỳ                                                                                             |

## Tên bão
Các mùa bão ở châu Âu có nhiều cơ quan đặt tên. Tên bão chỉ được sử dụng một lần. Do vậy, không có tên nào được sử dụng lại. Tên bão không chính thức được viết trong dấu ngoặc đơn, như trên: Bão Athina (Christian). Dưới đây là danh sách tên bão được sử dụng trong mùa, nếu hết mùa mà vẫn còn tên thừa, sẽ được sử dụng trong mùa bão kế tiếp, đó là Mùa bão ở châu Âu 2022-23.

### Anh, Ireland, Hà Lan đặt tên[4]
| - Arwen - Barra - Corrie - Dudley - Eunice - Franklin - Gladys (chưa sử dụng) | - Herman (chưa sử dụng) - Imani (chưa sử dụng) - Jack (chưa sử dụng) - Kim (chưa sử dụng) - Logan (chưa sử dụng) - Méabh (chưa sử dụng) - Nasim (chưa sử dụng) | - Olwen (chưa sử dụng) - Pól (chưa sử dụng) - Ruby (chưa sử dụng) - Seán (chưa sử dụng) - Tineke (chưa sử dụng) - Virgil (chưa sử dụng) - Willemien (chưa sử dụng) |

### Pháp, Tây Ban Nha, Bồ Đào Nha, Bỉ, Luxembourg đặt tên[5]
| - Aurore - Blas - Celia - Diego - Evelyn - Fabio (chưa sử dụng) - Georgia (chưa sử dụng) | - Hans (chưa sử dụng) - Isabel (chưa sử dụng) - Jean-Louis (chưa sử dụng) - Konstantina (chưa sử dụng) - Lucas (chưa sử dụng) - Marjane (chưa sử dụng) - Nikolai (chưa sử dụng) | - Odalys (chưa sử dụng) - Paris (chưa sử dụng) - Rada (chưa sử dụng) - Stefano (chưa sử dụng) - Taimi (chưa sử dụng) - Vladimir (chưa sử dụng) - Wallis (chưa sử dụng) |

### Hy Lạp, Síp, Israel đặt tên[6]
| - Athina - Ballos - Carmel - Diomedes - Elpis - Fillippos - Genesis | - Helios (chưa sử dụng) - Irit (chưa sử dụng) - Kalypso (chưa sử dụng) - Lavi (chưa sử dụng) - Meliti (chưa sử dụng) - Nikias (chưa sử dụng) - Ora (chưa sử dụng) | - Paris (chưa sử dụng) - Raphael (chưa sử dụng) - Semeli (chưa sử dụng) - Thomas (chưa sử dụng) - Urania (chưa sử dụng) - Vion (chưa sử dụng) - Xenios (chưa sử dụng) | - Yasmin (chưa sử dụng) - Zefyros (chưa sử dụng) |

### Ý, Slovenia, Croatia, Montenegro, Bắc Macedonia, Malta đặt tên[7]
| - Apollo - Bianca - Ciril - Diana (chưa sử dụng) - Enea (chưa sử dụng) - Fedra (chưa sử dụng) - Goran (chưa sử dụng) | - Hera (chưa sử dụng) - Ivan (chưa sử dụng) - Lina (chưa sử dụng) - Marco (chưa sử dụng) - Nada (chưa sử dụng) - Ole (chưa sử dụng) - Pandora (chưa sử dụng) | - Remo (chưa sử dụng) - Sandra (chưa sử dụng) - Teodor (chưa sử dụng) - Ursula (chưa sử dụng) - Vito (chưa sử dụng) - Zora (chưa sử dụng) |

### Đan Mạch, Na Uy, Thụy Điển đặt tên[8]
- Malik
- Nora (cũng chính là Eunice)

### Bão đi từ Bắc Đại Tây Dương sang
| - Wanda - Alex |